# Echinopodium insolitum
Echinopodium insolitum är en tvåvingeart som beskrevs av Duret 1976. Echinopodium insolitum ingår i släktet Echinopodium och familjen svampmyggor. Inga underarter finns listade i Catalogue of Life.